# 滇西桃叶杜鹃
滇西桃叶杜鹃（学名：Rhododendron annae ssp. laxiflorum）为杜鹃花科杜鹃花属下的一个亚种。